# Мандела ефекат
Мандела ефекат је феномен где велики број људи има лажно сећање везано за неки догађај или неку чињеницу.

## Историјат
Први пут где људи говоре о овом феномену се десио 2009. године у Атланти, Џорџији за време Dragon Con-a. Аутор и истражитељ паранормалних дешавања, Фиона Брум, је међу првима која је причала о овом феномену. У зеленој соби, тј. „Green room”- у, на Dragon Con-у је са менаџером обезбеђења, Сенком, разговарала о различитим темама, где јој је Сенка шаљиво рекао како га једна тема разговора подсећа на људе који тврде да се сећају смрти Нелсона Манделе пре неколико деценија. То је привукло пажњу не само Фиони, која је била једна од тих људи који се тога сећају, већ и других људи у зеленој соби. Не зна се ко је први употребио израз „Мандела ефекат”, само да је било лакше него стално понављати „људи који се сећају да је Нелсон Мандела умро пре доста година”.
Након ових разговора, Фиона је заједно са својим лектором започела веб-страницу посвећену Мандела ефекту под називом The Mandela effect: Archives of the original Mandela effect website. До тада је Фиона веровала да је случај Манделе био један мали изузетак, али десет година након оснивања ове веб-странице и откривања на десетине хиљада сличних случајева, се уверила да је само „загребала површину”.

## Данашње схватање
Данас израз „Мандела ефекат” обично значи било које сећање, обично везано за поп културу, које се велики број људи сећа али не могу да нађу темељ на коме се базира њихово сећање. Док постоје многе теорије везане за овај феномен, ипак се и даље засигурно не зна шта је она тачно и шта је изазива. Мандела ефекат може било ко да доживи, без обзира одакле су или како су одрастали. Све што им је потребно јесте то једно сећање, за шта су апсолутно сигурни да се десило, иако се не поклапа са реалношћу. За разлику од других феномена, Мандела ефекат је искуство појединаца. Све зависи од контекста у ком је настало сећање и колико је било подржано у том тренутку. Или људи искусе Мандела ефекат, или сматрају да је бесмислица. Без обзира шта људи мисле о Мандела ефекту, не мења чињеницу да је распрострањен у целом свету. Самим тим, Мандела ефекат је прошао тест Окамове бритве (тј. Окамове оштрице).
Две ствари које чине Манделин ефекат јесу:
1. Да је особа прилично сигурна да је сећање стварно и
2. Да се други људи исто сећају те верзије приче или чињенице као и та особа.

## Теорије о настанку
Покушај откривања разлога за настанак Манделиног ефекта су довела до бројних расправа и велике разноликости теорија. Без обзира на велики број истраживања у пољу психологије и квантног универзума, није се могао наћи убедљив разлог. Неке од бројних теорија су:

### Теорија алтернативних универзума
Неки људи верују да долази до преклапања различитих временских линија, што доводи до стварања алтернативних стварности где се откривају чињенице о памћењу које се нису догодиле у нашој стварности.

### Квантна теорија
Вероватељи ове теорије сматрају да до овог феномена долази због расељавања људске свести у алтернативним универзумима. То расељавање изазива конфузију чије је порекло дисоцијација између онога чега се сећа и онога што се заиста десило. 

### Теорија манипулације
Људи који верују у ову теорију сматрају да тај ефекат долази од менталних манипулација и владиних експеримената.

### Психолошка теорија
Ова теорија верује да је ефекат проузрокован грешком у меморији која доводи до квара и изобличења. Тако искварена сећања могу узимати фрагменте из других сећања о различитим чињеницама и спојити их. 

### Теорија спољашњих утицаја
Људи који верују у ову теорију сматрају да су сећања настала под утицајем хипнозе или неких других сугестивних процеса. Сматра да неки људи стварају успомене или их модификују. Овај начин манипулисања сећања је доказала психолог Елизабет Лофтус.

## Примери

### Смрт Нелсона Манделе
Један од најпознатијих случајева Манделиног ефекта по коме је овај феномен и добио име. Наиме, велики број људи је веровао да је Нелсон Мандела, јужноафрички револуционар и политичар, умро у затвору 1980. године. Многи су тврдили да су чак гледали уживо пренос његове сахране и слушали говор Манделове удовице. Чак је и једна књига о јужноафричкој историји забележила ту годину као годину смрти Нелсона Манделе. Мандела је сво то време био жив, и 1990. године је пуштен из затвора, где након четири године од ослобађања постаје први демократски председник Јужноафричке Републике. Нелсон умире тек 2013. године у свом дому.

### Дарт Вејдер
Многи људи и дан данас верују да се један од најпознатијих зликоваца у филмској историји обратио свом сину са „Лук, ја сам твој отац”. Међутим, то није случај. Дарт Вејдер се Луку обраћа са „Не, ја сам твој отац”.

### We are the champions
Песма We are the champions (Ми смо шампиони) је једна од најпознатијих хитова групе Queen. Када би питали људе које су последње речи песме, велика већина би одговорила са „No time for losers, ’cause we are the champions… of the world„. Али она се завршава само са „’cause we are the champions…”.

### Господин Монопол
Када би неког питали да опише изглед човека из монопола, велики број људи би одговорио са „омањи чикица са цилиндром и моноклом”. Међутим, ни у једној верзији игре господин Монопол није носио монокл.

### Зоран Ђинђић и НАТО бомбардовање 1999.
Један од најпознатијих примера Мандела ефекта у Србији је чувени интервју за иностране медије тадашњег опозиционог лидера Зорана Ђинђића из 1999. године. У спорном интервјуу Ђинђић наводно позива на наставак НАТО бомбардовања СР Југославије. Ипак, иако многи тврде да се сећају тог интервјуа, таква изјава не постоји.